# Заград при Оточцу
Заград при Оточцу (словен. Zagrad pri Otočcu) је насељено место у општини Ново Место, регија Југоисточна Словенија, Словенија.

## Историја
До територијалне реорганизације у Словенији био је у саставу старе општине Ново Место.

## Становништво
У попису становништва из 2011. године, Заград при Оточцу је имао 38 становника.
| Број становника према пописима | Број становника према пописима | Број становника према пописима |
| ------------------------------ | ------------------------------ | ------------------------------ |
| 1991                           | 2002                           | 2011                           |
| 28                             | 33                             | 38                             |

Напомена: До 1953. исказивано под именом Заград. Године 1992. умањено за део насеља који је припојен насељу Оточец.